# Agriocnemis inversa
Agriocnemis inversa е вид водно конче от семейство Coenagrionidae. Видът е незастрашен от изчезване.

## Разпространение
Разпространен е в Демократична република Конго, Джибути, Етиопия, Кения, Малави, Танзания, Уганда и Южен Судан.